# Blank Realm
Blank Realm és un quartet australià de rock. El quartet que formen els germans Daniel, Luke i Sarah Spencer, i Luke Walsh són de Brisbane com The Go-Betweens, i amb ells coincideixen en el ganxo melòdic de les seves cançons, amb un to juganer i caòtic. En tres àlbums Blank Realm han caminat cap a la llum des d'un punk-blues psicodèlic obscur i experimental cap a un postpunk lluminós o un pop angulós brut. Presentaran el seu àlbum, Illegals in heaven (Fire Records), que es publica al setembre de 2015. Tenen un directe molt potent.